# Callistethus
Callistethus är ett släkte av skalbaggar. Callistethus ingår i familjen Rutelidae.

## Dottertaxa tillCallistethus, i alfabetisk ordning[1]
- Callistethus aegrus
- Callistethus afghana
- Callistethus agnellus
- Callistethus amphilissa
- Callistethus antis
- Callistethus anwari
- Callistethus armatus
- Callistethus ashrafii
- Callistethus auronitens
- Callistethus benicolus
- Callistethus bimaculatus
- Callistethus biolleyi
- Callistethus boettcheri
- Callistethus buchwaldianus
- Callistethus buddahnus
- Callistethus bugnioni
- Callistethus burmeisteri
- Callistethus callewaerti
- Callistethus calonotus
- Callistethus catoptricus
- Callistethus caucanus
- Callistethus cayapo
- Callistethus chalcosomus
- Callistethus chloromelus
- Callistethus chlorotoides
- Callistethus chontalensis
- Callistethus cicatricosus
- Callistethus coeruleus
- Callistethus collaris
- Callistethus curtisi
- Callistethus daruma
- Callistethus dechambrei
- Callistethus degeneratus
- Callistethus drescheri
- Callistethus ebenus
- Callistethus eckhardti
- Callistethus epicholicus
- Callistethus excellens
- Callistethus excisipennis
- Callistethus flavofemoratus
- Callistethus formosanus
- Callistethus fulvopiceus
- Callistethus fusciventris
- Callistethus fuscus
- Callistethus gemmulus
- Callistethus glandulicollis
- Callistethus granulipygus
- Callistethus hauschildti
- Callistethus hiekei
- Callistethus insignis
- Callistethus irorellus
- Callistethus isolatus
- Callistethus jansoni
- Callistethus keili
- Callistethus klossi
- Callistethus kolbei
- Callistethus kulzeri
- Callistethus ladino
- Callistethus lewyi
- Callistethus lubricus
- Callistethus maculatus
- Callistethus madurae
- Callistethus magnificus
- Callistethus malaisei
- Callistethus malayus
- Callistethus marginatus
- Callistethus masayukii
- Callistethus megalius
- Callistethus metallicus
- Callistethus microcephalus
- Callistethus mindanaoensis
- Callistethus mojas
- Callistethus morio
- Callistethus moseri
- Callistethus moultoni
- Callistethus nakanei
- Callistethus naponensis
- Callistethus nicoya
- Callistethus nuptus
- Callistethus ochrogastrus
- Callistethus oculicollis
- Callistethus ohausi
- Callistethus palawensis
- Callistethus panamensis
- Callistethus parvus
- Callistethus picturatus
- Callistethus plagiatus
- Callistethus plagiicollis
- Callistethus porcatus
- Callistethus princeps
- Callistethus pseudolepidus
- Callistethus pterygophorus
- Callistethus pulchra
- Callistethus puncticollis
- Callistethus pupillatus
- Callistethus pyritosus
- Callistethus pyropus
- Callistethus pyropygus
- Callistethus pyroscelis
- Callistethus qaudrii
- Callistethus rachelae
- Callistethus regina
- Callistethus riedeli
- Callistethus rosenbergi
- Callistethus rothkirchi
- Callistethus rufomicans
- Callistethus rugilaterus
- Callistethus shafqati
- Callistethus similis
- Callistethus somai
- Callistethus specularis
- Callistethus spiniferus
- Callistethus stoliczkae
- Callistethus stolidopygus
- Callistethus strigatus
- Callistethus strigidiodes
- Callistethus sulawesiensis
- Callistethus sulcans
- Callistethus sulcipennis
- Callistethus suratus
- Callistethus tondanoensis
- Callistethus tricostulatus
- Callistethus triginus
- Callistethus trivittatus
- Callistethus tumidicauda
- Callistethus validus
- Callistethus wallandi
- Callistethus vanpatteni
- Callistethus varius
- Callistethus waterstraati
- Callistethus virescens
- Callistethus viridiflava
- Callistethus xanthonotus
- Callistethus yunusi